# كيرميت تايلر
كيرميت تايلر (بالإنجليزية: Kermit Tyler)‏ (و. 1913 – 2010 م) هو ضابط من الولايات المتحدة الأمريكية . ولد في أويلوين .
توفي في سان دييغو، كاليفورنيا .

## الخدمة العسكرية
خدم في القوات الجوية الأمريكية.

## جوائز وترشيحات
حصل على جوائز منها:
- وسام "العمل الشجاع في الحرب الوطنية العظمى 1941-1945
- وسام الاستحقاق.